# Spindelkvinnans kyss
Spindelkvinnans kyss, spansk originaltitel El beso de la mujer araña, är en roman från 1976 av den argentinske författaren Manuel Puig.
Romanen utmärker sig genom att enbart bestå av dialog, utan narrativa avsnitt.